# Orang Pendek
Orang Pendek (Tiếng Indonesia: "Người Lùn") là một loài động vật huyền bí giống người nhưng đầy lông lá, thẳng đứng, sống sâu trong những khu rừng nhiệt đới rậm rạp ở Vườn Quốc gia Kerinci Seblat của đảo Sumatra thuộc đất nước Indonesia.

## Mô tả
Có ngoại hình giống loài Bigfoot ở Bắc Mỹ, nhưng không quá to lớn. Orang Pendek được người dân bản địa Indonesia báo cáo là cao 1,2 - 1,5m; đi thẳng bằng hai chân sau và là loài ăn tạp. Đôi mắt sâu; chân ngắn; tay dài như vượn; bộ lông ngắn có màu xám và đen, một vài báo cáo cho rằng bộ lông của nó có màu đỏ hoặc vàng nhạt. Mái tóc giống lông bờm màu đen, dài xuống lưng. Thân hình có tầm vóc nhỏ nhưng được cho là có sức mạnh phi thường. Theo lời kể của người địa phương, Orang Pendek sẽ la hét và bỏ chạy rất nhanh khi nhìn thấy con người.